# Jordi Ciuraneta i Riu
Jordi Ciuraneta i Riu (Sabadell, 30 de maig de 1964) és un polític i empresari agrari i ramader català, va ser conseller d'Agricultura, Ramaderia, Pesca i Alimentació de la Generalitat de Catalunya (2015-2016).

## Biografia
Tot i néixer a Sabadell, és fill de la Palma d'Ebre. Diplomat en Administració i Direcció d'empreses per ESADE, va completar la seva formació en l'àmbit de l'organització d'empreses cooperatives a OTALORA, Universitat de Mondragón.
Ha estat president de la cooperativa Copaga entre 2000 i 2011, president del Consell Sectorial del Porcí de la Confederació de Cooperatives Agràries d'Espanya (CCAE), membre de la Confederació de Cooperatives i Sindicats Agraris de la Unió Europea (Copa-Cogeca), assessor en matèria de porcí del consell consultiu de la Direcció General d'Agricultura de la Unió Europea i vicepresident i responsable de ramaderia de la Federació de Cooperatives Agràries de Catalunya (FCAC) del 2000 al 2008.
Va entrar a militar a Convergència Democràtica de Catalunya (CDC) i a la Joventut Nacionalista de Catalunya (JNC) l'any 1989. Ha estat tinent d'alcalde de l'Ajuntament de la Palma d'Ebre (1991-2007). Ha estat vicepresident del Consell Comarcal de la Ribera d'Ebre i diputat a la Diputació de Tarragona. Membre de l'executiva de CDC des del 2007. És secretari d'àmbit d'Agricultura, Ramaderia, Medi rural i Pesca. Membre del Comitè local de Lleida, de l'executiva comarcal del Segrià i de l'executiva de la federació de Lleida.
Diputat al Parlament de Catalunya, ha estat assessor d'agricultura, ramaderia i pesca del president de la Generalitat (2011-2012) i director general de Pesca (2012-2014).
El 22 de juny de 2015 va ser nomenat conseller d'Agricultura, Ramaderia, Pesca i Alimentació pel president de la Generalitat, Artur Mas, càrrec que va exercir fins al 14 de gener de 2016.
El 27 de juny de 2018 va ser nomenat president de PIMEC Tarragona